# また君に恋してる
「また君に恋してる」（またきみにこいしてる）は、2007年11月7日と2009年8月26日に発売されたビリー・バンバンの31枚目のシングルおよび32枚目のシングル。
本項では坂本冬美の歌唱による同名楽曲のカバーバージョンについても記述する。

## 概要
ビリー・バンバンのバージョンは、2007年9月から三和酒類の大分麦焼酎「いいちこ」のコマーシャルソングとしてオンエアされた。
2007年、2009年に続き、2010年に3回目のシングルカットがなされ、2010年4月21日付のオリコンチャートでは1974年以来36年振りのTOP100入りを果たし、男性アーティストとして最長記録（36年5か月）を更新した。
2007年の制作の際、歌詞は松井五郎に依頼することが決定していたが、曲は複数のミュージシャンの持ち寄った楽曲候補から誰が書いたのか知らせずに曲選びを行って決定。その結果、ビリーバンバンのバック・バンド・メンバー（ギタリスト）である森正明の曲が選ばれた。同作品は2011年（2010年度）JASRAC賞「銅賞」を受賞した。
坂本冬美との対談を行った際、兄の孝は、「また君に〜」の音階が急に上がる部分が不自然であると感じ、当初は「変えたい」と考えていたことを明かしているが、弟の進は「いや、不自然じゃないよ。あれがポップなんですよ。イギリスの音楽にはよくあるんですよ。森君もそこを考えてやったんだと思います。新鮮に響くように。曲の出だしからしてきれいだからね。映画音楽というか。ヨーロッパの町並みと、そう霧のかかった田園地帯とかが浮かんでくる。この曲を坂本さんが歌う時は女性から見た世界、僕らが歌う時は男性から見た世界。違った世界がきっと浮かび上がっているんだと思うよ」と語っている。

## 収録曲
- 2007年版

1. また君に恋してる
作詞：松井五郎、作曲・編曲：森正明
  - 三和酒類「いいちこ」CMソング。同CMは2007年9月から放映された[1]。
2. ひとりぼっち、ふたりぼっち
作詞：葉山真理、作曲：菅原進、編曲：森正明
3. If（日本語ヴァージョン）
作詞・作曲：David Gates、日本語詞：岡田冨美子、編曲：森正明
  - ブレッドのヒット曲。ブレッド&バターが歌唱したバージョンをカバーしたもの。
4. また君に恋してる（カラオケ）

- 2009年版

1. また君に恋してる
2. 時のしずく
作詞：渡辺なつみ、作曲：菅原進、編曲：森正明
  - NHKラジオ第1『ラジオ深夜便』で、2009年7月 - 2009年9月の間「深夜便のうた」として流れた。
3. また君に恋してる（オリジナル・カラオケ）
4. 時のしずく（オリジナル・カラオケ）

## 坂本冬美バージョン
日本の演歌歌手、坂本冬美の37作目のシングルとして、2009年1月7日にEMIミュージック・ジャパン（現：ユニバーサル ミュージック ジャパン）より発売。
坂本冬美のバージョンは、2008年11月から「いいちこ」のコマーシャルソングとしてオンエアされた。同月12日に着うた配信を開始した。
本来は「アジアの海賊」の単独A面でリリースされたシングルであったが、発売後にカップリングとして収録されていた「また君に恋してる」が音楽配信などで反響を呼んだことから、2009年10月7日 に「また君に恋してる」もA面扱いにし、「また君に恋してる／アジアの海賊」と両A面仕様に変更された（品番・収録曲・曲順も同じで再発売ではないが、ジャケットが変更された）。
この曲の売れ方の特徴として、音楽配信が先行して売れ、続いてCD、最後にカセットテープの順に売れ行きが伸びた点が挙げられる。（2010年当時）坂本のファンは60歳前後が中心だったが、最初に10代と20代がダウンロードし、またアルバム『Love Songs 〜また君に恋してる〜』のアンケートによる主な購買層は30代と40代であった。
坂本は、この曲を歌うにあたってオリジナルであるビリー・バンバンへの遠慮のようなものがあり、そのことを歌謡浪曲の師匠である二葉百合子に話したところ、二葉が「私はカバー曲の走りだから、冬美ちゃんも大丈夫よ」と勧め、菊池章子の「岸壁の母」をカバーしたことを引き合いに出したことで、堂々と歌おうと思うようになったと語っている。
今回のヒットにおいて、坂本は「すべて（ポップスへの道を開いてくれた）（忌野）清志郎さんのおかげです」と感謝のコメントを述べている。

### チャート成績
2009年12月30日放送の『第51回日本レコード大賞』と、同年末の『第60回NHK紅白歌合戦』への坂本の出演を機に、トップ10入りはせずとも売上を伸ばし続けていた。
その後、TBS系列『中居正広の金曜日のスマたちへ』 で「また君に恋してる」を披露。オリコンによれば、この効果により2010年3月29日付オリコン週間シングルチャートで9位まで上昇し、同チャート登場49週目で初のTOP10入りを果たした。坂本のシングルのTOP10入りは1989年発売の「男の情話」以来21年ぶり。
さらに同チャートではこの翌週以降、6位（2010年4月5日付）→5位（同年4月12日付）→4位（同年4月19日付）→3位（同年4月26日付）と推移し、最高順位を5週連続で更新した。シングルのTOP5入りは坂本にとって初。4月19日付では前述のアルバム『Love Songs 〜また君に恋してる〜』がオリコン週間アルバムチャートで6位を記録し、坂本のシングルとアルバムが同時にTOP10入りを達成した。これは1989年9月11日付で美空ひばりがシングル「川の流れのように」・アルバム『特選集』でそれぞれ9位・8位を記録して以来20年7ヶ月ぶりであり、現役演歌歌手に限れば1978年1月16日付で石川さゆりがシングル「津軽海峡・冬景色」・アルバム『暖流』でそれぞれ6位・2位を記録して以来32年3ヶ月ぶり（美空ひばりは記録達成当時すでに故人であった）。4月26日付では発売から1年以上経過して初めてTOP3入りを果たしており、これは中島みゆきの「地上の星／ヘッドライト・テールライト」が2000年7月に発売して2003年1月に1位を獲得して以来の記録である。
最高順位更新は5週で途切れたが、2010年5月10日付オリコン週間チャートでは本作と『Love Songs 〜また君に恋してる〜』がともに4位を記録し、シングル・アルバム同時TOP5入りを果たした。演歌歌手としてのこの記録は1974年9月2日付で殿さまキングスがシングル「夫婦鏡」・アルバム『グランド・デラックス』で記録して以来35年8ヶ月ぶりで、女性演歌歌手に限れば1970年10月26日付で藤圭子がシングル「圭子の夢は夜ひらく」・アルバム『女のブルース』で記録して以来39年半ぶりの記録である。その後、週間TOP10入りは2010年5月31日付まで10週間続いた。
オリコンデイリーシングルチャートでは、2010年4月12日付で初めて1位を記録している。
オリコンシングルチャート（200位以内）のランクイン数が、2010年4月12日付で、「男の情話」の50週を抜き自身最多の51週となり、2010年11月1日付で80週となっている。
レコチョク着うたフル・デイリーチャートでは、2010年3月20日発表のチャートで初めて1位を記録した。
音楽配信では、2010年4月21日に100万ダウンロードを突破。坂本にとって初のミリオンセラー曲となった。同年10月8日までに200万ダウンロードを突破。2015年時点では400万ダウンロードを突破している。CDの売上は約40万枚。
日本レコード協会の2012年3月リリースにおいて、PC配信での25万DLが認定された。先に到達していた着うたフル75万DL と合わせ、演歌歌手として初めてフル配信でのミリオンを達成した。

### 収録曲（坂本冬美版）
1. アジアの海賊
作詞・作曲：中村あゆみ、編曲：鎌田ジョージ
  - 坂本はそれまで「雪国 〜駒子 その愛〜」「紀ノ川」と純粋な演歌の発売が続いており「（2009年は）冒険しよう」ということで、「ロックと演歌のコラボレーション」として制作された[20]。
  - 日本アニメ（ーター）見本市第10話『ヤマデロイド』において、山寺宏一演じるヤマデロイドによりカバーされた。振付は西田一生（西田プロジェクト）が担当。
2. また君に恋してる
作詞：松井五郎、作曲：森正明、編曲：若草恵
  - 「また君に恋してる」はある意味フォークソングということで、「フォークと演歌のコラボレーション」として「冒険」というコンセプトに合うという理由で収録された[20]。
  - 三和酒類「いいちこ日田全麹」TVCMソング。同CMは2008年11月から放映され[1]、三和酒類側がいいちこ日田全麹の発売に合わせ、以前からいいちこのCM曲であったビリーバンバンの原曲のカバーを坂本に依頼し、実現した。
  - カバー・アルバム『Love Songs 〜また君に恋してる〜』では、カバー元のビリーバンバンとデュエットを果たしている。
  - シングル「ずっとあなたが好きでした」のカップリングには、「また君に恋してる」のストリングス・ヴァージョンが収録されている。
  - 『第60回NHK紅白歌合戦』・『第61回NHK紅白歌合戦』歌唱曲。後者では曲順発表以前において、紅組トリでの歌唱の可能性が複数メディアで取り沙汰された[21][22] が、実現せずトリから2番目の位置での歌唱となった。
  - アーケードゲーム『太鼓の達人14』『REFLEC BEAT』に収録された。
  - 2014年に発売されたアルバム『THE IDOLM@STER CINDERELLA MASTER Cute jewelries! 002』に収録された小早川紗枝（立花理香）によるカバーは、このバージョンを元にしている。後に菅原進は、小早川の「薄紅」をカバーしている。
3. アジアの海賊（オリジナル・カラオケ）
4. また君に恋してる（オリジナル・カラオケ）

## ダイアナ・ガーネットバージョン
アメリカ合衆国ワシントンD.C.出身の歌手、ダイアナ・ガーネットの1作目のメジャーデビューシングルとして、2013年10月23日にMASTERSIX FOUNDATION（ソニー・ミュージックレコーズ）より発売。
CDは、通常盤(SRCL-8372)の1種類。

### 収録曲（ダイアナ・ガーネット版）
1. また君に恋してる
作詞：松井五郎、作曲：森正明、編曲：SHIKI
  - 2013年9月29日に先行デジタルシングルリリース。
  - カバー・アルバム『COVER☆GIRL』に収録された。
2. My Revolution
作詞：川村真澄、作曲： 小室哲哉、編曲：立山秋航
  - 渡辺美里のカヴァー。
  - のどじまんザ！ワールド2013秋に演出。[26]
  - 2013年10月16日に先行デジタルシングルリリース。
  - カバー・アルバム『COVER☆GIRL』に収録された。
3. ENDLESS STORY
作詞・作曲：Dawn Ann Thomas、日本語詞：ats-、編曲：村山晋一郎
  - REIRA starring YUNA ITOのカヴァー。

## その他のカバー
- エリック・マーティン.feat 宮本笑里
- BUNNY THE PARTY
- Aimer
- May J.
- Relax α Wave
- Tiara
- 女子十二楽坊
- MARTY FRIEDMAN
- アントニオ・モリナ・ガレリオ
- FOOMIN
- Earth Project